# جين ستافورد
جين ستافورد (بالإنجليزية: Jean Stafford)‏‏ (1 يوليو 1915 في كوفينا، لوس أنجلوس، كاليفورنيا - 26 مارس 1979 في وايت بلينس، نيويورك) كاتِبة، وروائية، وكاتبة قصص قصيرة من الولايات المتحدة.

## الجوائز
- زمالة غوغنهايم[15]
- جائزة بوليتزر عن فئة الأعمال الخيالية[16]
- جائزة أوليفر هنري [الإنجليزية]‏[17]

## روابط خارجية
- جين ستافورد على موقع IMDb (الإنجليزية)
- جين ستافورد على موقع الموسوعة البريطانية (الإنجليزية)
- جين ستافورد على موقع ميوزك برينز (الإنجليزية)
- جين ستافورد على موقع إن إن دي بي (الإنجليزية)